# 頼鷹二郎
頼 鷹二郎（らい たかじろう、1866年11月22日〈慶応2年10月16日〉 - 1938年〈昭和13年〉3月3日）は、日本の政治家、実業家。竹原製塩社長。竹原銀行頭取。尾道塩回送取締役。頼山陽の叔父頼春風の曽孫。名は惟周。絶庵、絶四斎と号した。族籍は広島県平民。

## 経歴
安芸国竹原（現・広島県竹原市）出身。頼廉次郎の二男。頼俊直の弟。1881年、先代三郎の養子となり1883年、家督を相続した。竹原町会議員を長期にわたってつとめた。金穀貸付業を営んだ。照蓮寺門徒総代にあげられた。

## 人物
諸会社の重役として知られた。住所は広島県賀茂郡竹原町。

## 家族・親族
頼家
- 実父・廉次郎（広島平民）[1]
- 養父・三郎[1]
- 兄・俊直（1863年 - 1926年、広島県多額納税者、製塩業、衆議院議員）[1]
- 養母・キン（1834年 - ?、岡山、鳥越斧左右の二女）[1]
- 妻・正恵[1][3]（1872年[1] - 1950年[3]、養父三郎の長女[1]）
- 男・惟一（1887年 - ?）[1]
- 男（1889年 - ?）[1]
- 男・武夫[1][6]（1894年[7] - ?、医学博士[8]、広島病院部長[8]） - 1921年に京都帝国大学医科卒業[7]。1931年に学位を受く[6]。住所は広島市上柳町[6][7]。
- 五男・惇吾[1][3]（1897年[1] - 1971年[3]、工学博士[1]）
- 六男・操六（1904年 - ?）[1]
- 七男・芳樹（1910年 - ?）[1]
- 孫[1]